# Мініатюрна країна див
Мініатюрна країна див (нім. Miniatur Wunderland) — залізничний макет в Гамбурзі. Є найбільшим подібним макетом у світі.

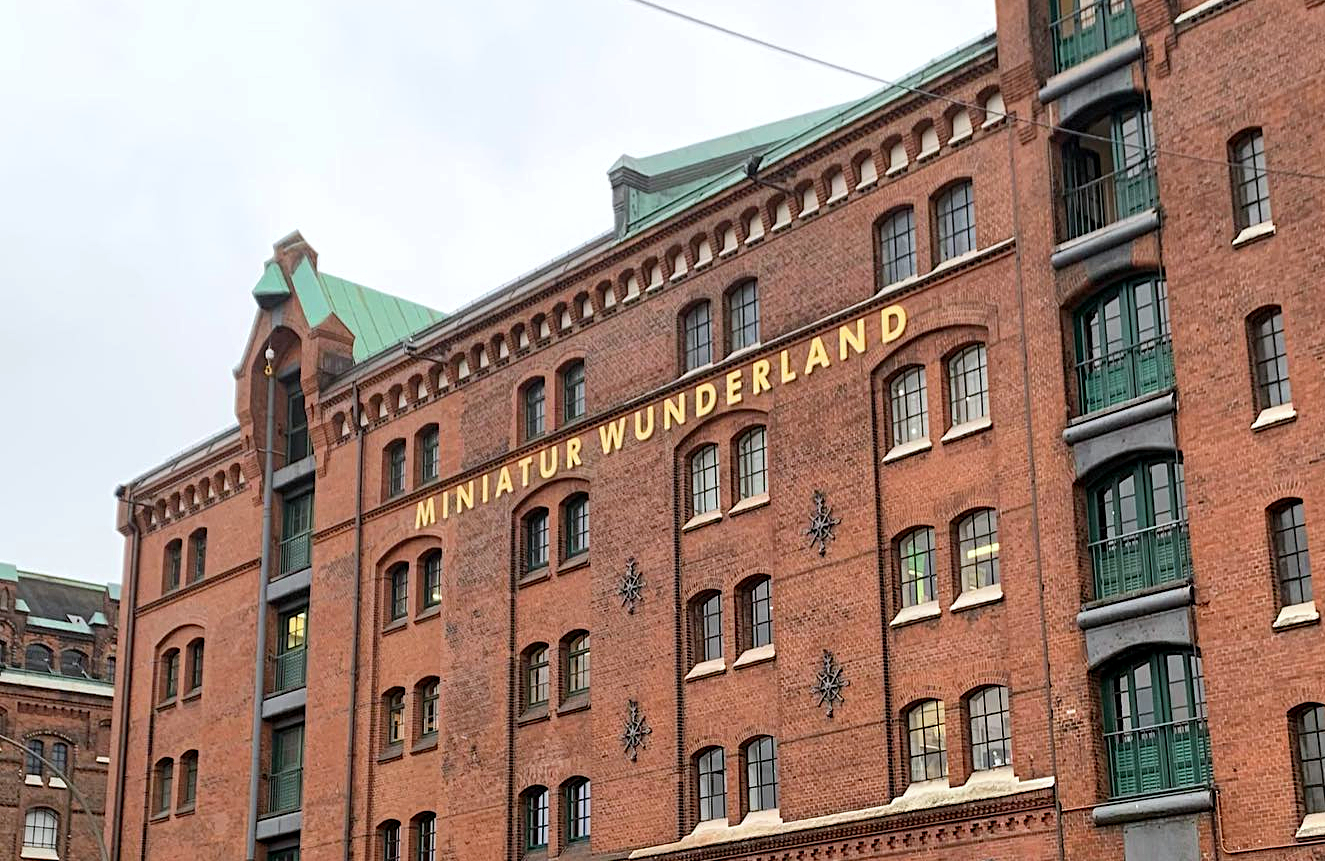
Головна будівля

Влітку 2010 року складався з 13 км залізничної колії типорозміру H0, розділених на 7 секцій: Гарц, вигадане місто Кнуффінген, Австрія і Центральні Східні Альпи, Гамбург і узбережжя, Америка, Скандинавія, Швейцарія. З 6400 м2 загального простору, 1300 займає макет. У 2011 році був відкритий Аеропорт Кнуффінгена, дещо подібний до міжнародного аеропорту Гамбурга.
У 2014 році на макеті використовувалося 930 потягів, що складаються з 14450 вагонів; 335000 ліхтарів, 228000 дерев і 215000 людських фігурок. У планах є моделі Африки, Японії і Сполученого Королівства.
У 2019 році загальна площа макету становить 1499 м², а загальна довжина рейок  - 15,4 км. Макетом пересуваються 1040 потягів та 52 літаки, що контролються 50 комп'ютерами.

## Історія
Конструювання першої частини почалося у грудні 2000 року, перші три частини було завершено в серпні 2001 року. Проект був створений братами Фредеріком і Геррітом Браунами. Зараз там працює більше 300 співробітників.

## Огляд секцій[5]
| Секція | Назва                                              | Дата відкриття                         | Розмір |
| ------ | -------------------------------------------------- | -------------------------------------- | ------ |
| 1      | Гарц                                               | Серпень 2001                           | 120 м2 |
| 2      | Кнуффінген                                         | Серпень 2001                           | 120 м2 |
| 3      | Австрія                                            | Серпень 2001                           | 60 м2  |
| 4      | Гамбург                                            | Листопад 2002                          | 200 м2 |
| 5      | Америка                                            | Грудень 2003                           | 100 м2 |
| 6      | Скандинавія                                        | Липень 2005                            | 300 м2 |
| 7      | Швейцарія                                          | Листопад 2007                          | 250 м2 |
| 8      | Аеропорт Кнуффінгена                               | Травень 2011                           | 150 м2 |
| 4a     | Гамбург - частина ХафенСіті та Ельбська філармонія | Листопад 2013                          | 9 м2   |
| 9      | Італія                                             | Вересень 2016                          | 190 м2 |
| 9а     | Італія - частина Венеція                           | Лютий 2018                             | 9 м2   |
| 10     | Монако                                             | Листопад 2019 (заплановано, будується) | 36 м2  |
| 11     | Англія та Шотландія                                | невідомо (заплановано)                 |        |
| 12     | Франція                                            | невідомо (заплановано)                 |        |

## Фототека

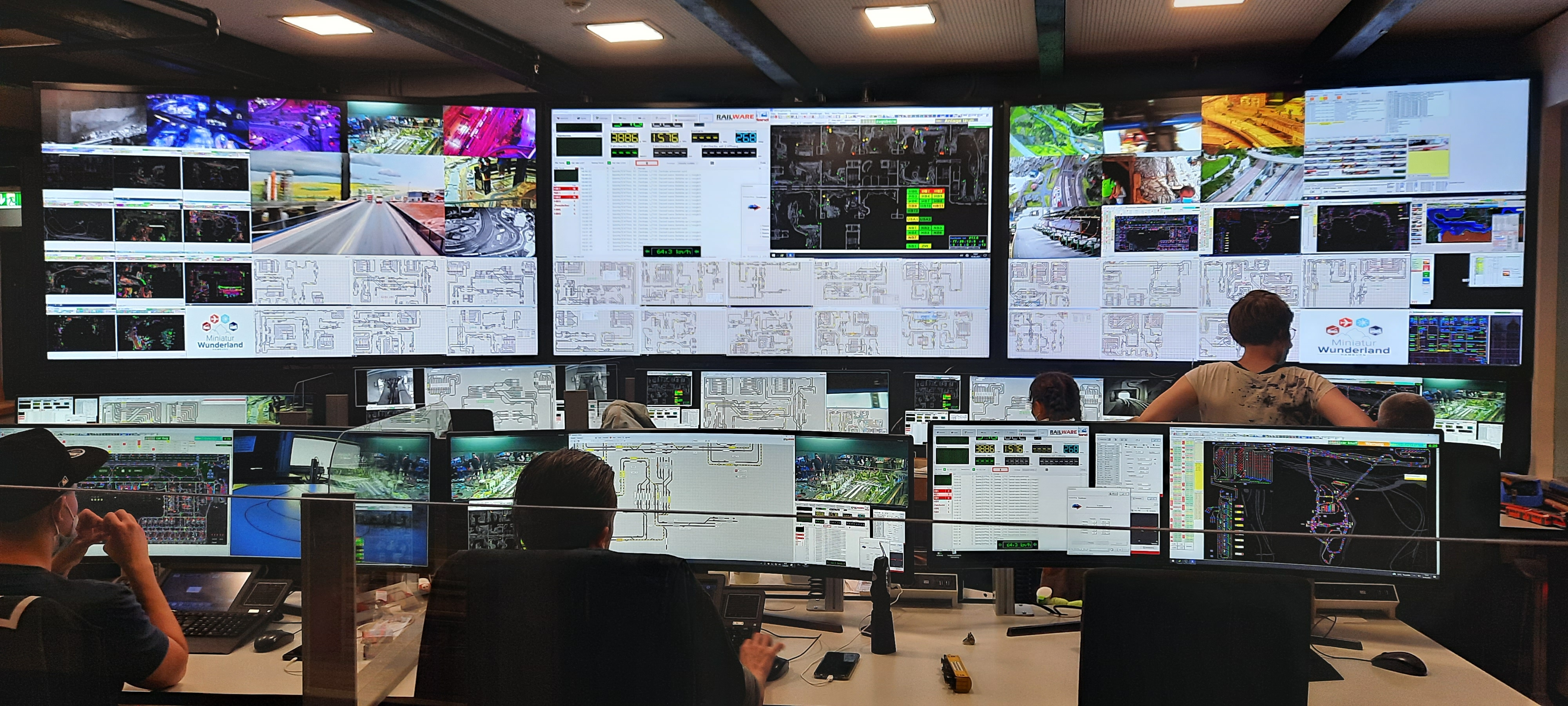
Зал управління
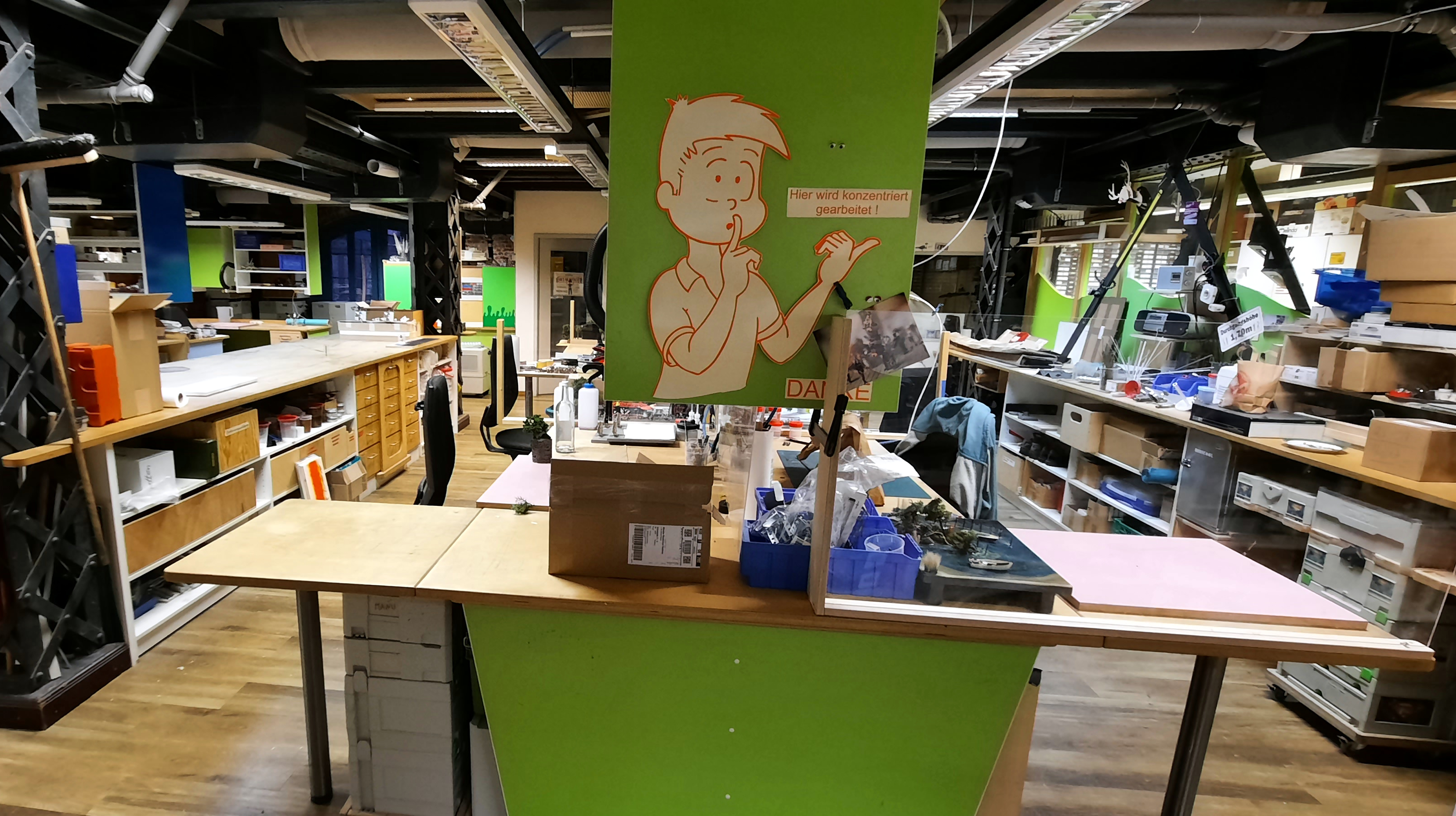
Майстерня
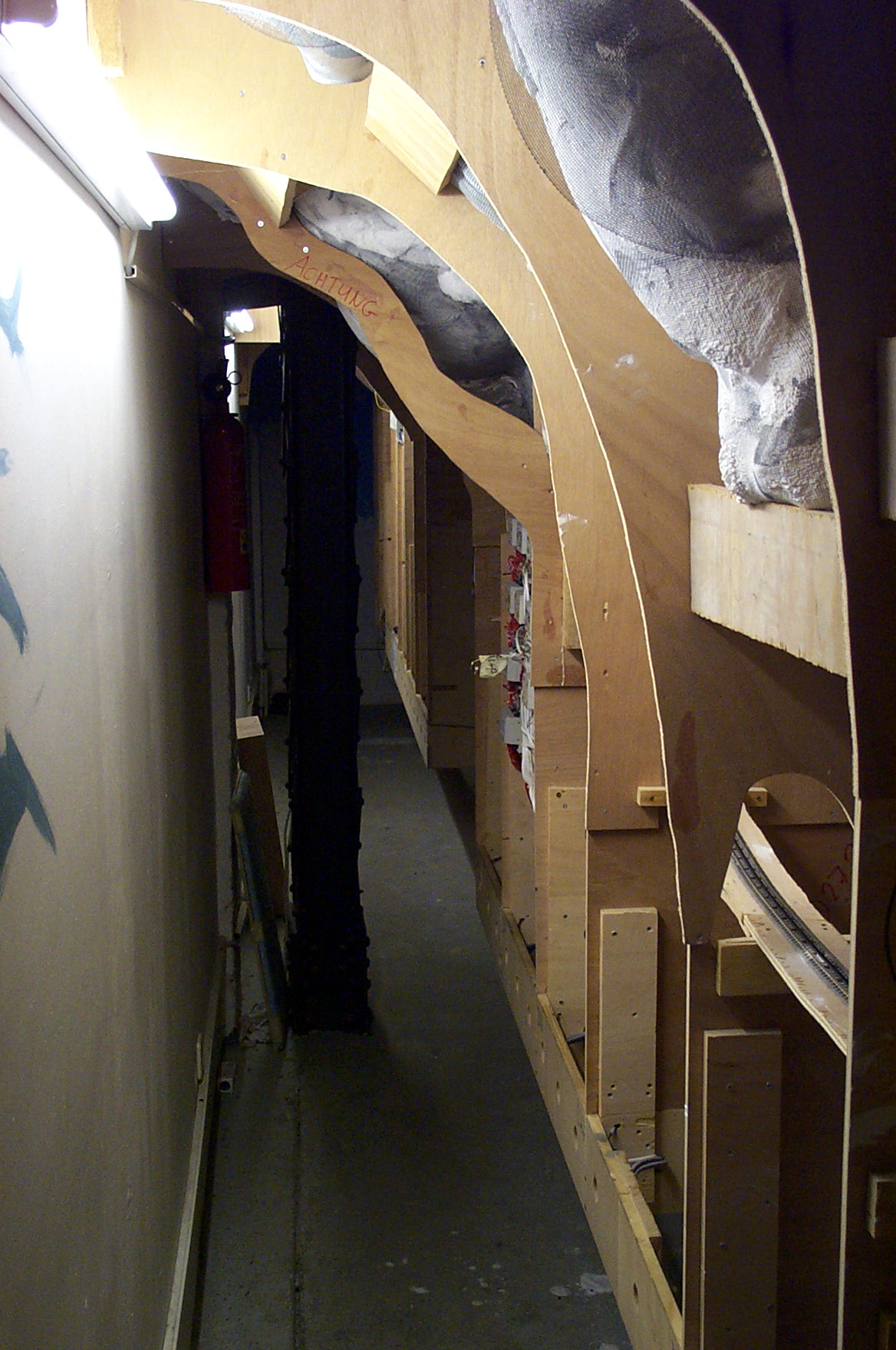
Під Альпами

## Ресурси Інтернету
- Офіційний сайт [Архівовано 15 листопада 2020 у Wayback Machine.] (нім.)(англ.)
- Репортаж BBC «Model railway's global uber-view» [Архівовано 1 лютого 2016 у Wayback Machine.] (англ.)
- Miniatur Wunderland на Google Street View [Архівовано 20 листопада 2016 у Wayback Machine.]